# Argyra (Grecia)
Argyra este un oraș în Grecia în prefectura Ahaia.